# Ola Moum

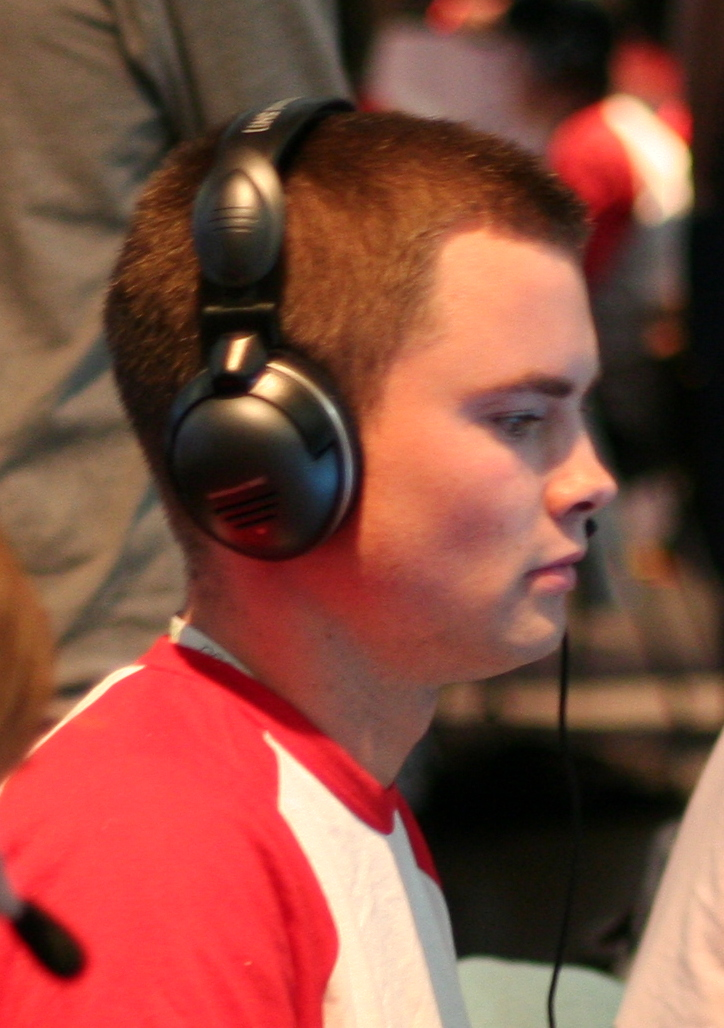
Moun auf der WCG 2008

Ola „elemeNt“ Moum (* 24. Juni 1986) ist ein ehemaliger norwegischer E-Sportler.
Moum ist mehrfacher Weltmeister und gilt als einer der bedeutendsten Counter-Strike-Spieler aller Zeiten. Moum war der erste E-Sportler in der westlichen Welt, für den eine Ablösezahlung getätigt wurde. Dies geschah im Zuge seines Wechsels von SK Gaming zu Team NoA am 18. Mai 2004. Er war außerdem der erste Counter-Strike-Legionär: 2005 zog er für Made in Brazil nach Brasilien, 2006 für mousesports nach Deutschland.
Im Oktober 2007 gab er sein Karriereende bekannt, nachdem er bei MeetYourMakers entlassen wurde. 2008 kündigte er seine temporäre Rückkehr in den E-Sport an, um ein letztes Mal an den World Cyber Games teilzunehmen. Er beendete das Turnier auf dem vierten Platz.

## Karriere
Im Alter von 16 Jahren nahm Ola „elemeNt“ Moum mit GameOnline an seiner ersten Weltmeisterschaft, der CPL Summer 2002, teil. Er wurde Zweiter. Im September gründete er zusammen mit anderen norwegischen Topspielern den Clan eoLithic, musste diesen jedoch nach zwei Monaten verlassen, um Platz für Jørgen „XeqtR“ Johannessen und Ruben „Dark“ Bielenberg zu machen. Moum kehrte zu GameOnline zurück und wurde auf der CPL Winter 2002 erneut Zweiter.
Im Januar 2003 wechselte er nochmals zu eoLithic. Die Mannschaft konnte zwar keinen einzigen Titel vorweisen, galt Anfang 2003 aber dennoch als stärkstes Counter-Strike-Team der Welt. Aufgrund persönlicher Differenzen mit Johannessen verließ Moum eoLithic nach sechs Monaten und trat dem schwedischen Team SK Gaming bei. Seinen ersten Einsatz hatte er auf dem Electronic Sports World Cup 2002, auf dem er mit SK Bronze holte. 
Kurz darauf wurde Moum neuer Teamcaptain. Von diesem Zeitpunkt an hat SK Gaming im Jahr 2003 alle Counter-Strike-Turniere, an denen es teilnahm, gewonnen, darunter die CPL Summer, die CPL Winter und die World Cyber Games. Zu dieser Zeit galt SK als so gut wie unschlagbar und bis heute ist die damalige Dominanz des Teams unerreicht.
Nachdem die Erfolgsserie von SK Gaming 2004 ein Ende genommen hatte, wechselte Moum zu Team NoA. Am 18. Mai 2004 wurde der Spielertransfer vollzogen. Erstmals in der Geschichte des E-Sports kam es dabei zur Zahlung einer Ablösesumme, deren Höhe jedoch geheim gehalten wurde. Der norwegisch-amerikanische Kader von NoA hatte zunächst mit Problemen zu kämpfen, belegte aber schließlich auf der CPL Winter 2004 den ersten Platz. In der ersten Saison der World e-Sports Games führte Ola „elemeNt“ Moum sein Team ein weiteres Mal zum Sieg. Kurz darauf, im April 2005, verließ der Norweger Team NoA und trat dem brasilianischen Clan Made in Brazil bei. Gerüchten zufolge lag dies an den während der WEG erneut entflammten persönlichen Differenzen zwischen Moum und Johannessen.
Mit seinem Wechsel zu Made in Brazil war Moum der erste Spieler, der seinen Wohnsitz ins Ausland verlagerte, um professionell Counter-Strike zu spielen. Allerdings stand er nur knapp zwei Monate bei mibr unter Vertrag, da das Management des Clans von seiner Einsatzbereitschaft enttäuscht war und seine häufigen Auslandsaufenthalte einen regelmäßigen Trainingsbetrieb unmöglich machten. Daraufhin trat er den 4Kings bei und nahm mit dem britischen Clan an der zweiten WEG-Saison teil. 4K belegte den dritten Platz. Darauf folgten schlechte Leistungen auf dem Electronic Sports World Cup und auf anderen Turnieren, die Moum dazu bewogen, 4Kings im Oktober 2005 zu verlassen. Bei der CPL Winter 2005 half er temporär bei United 5 aus und beendete das Turnier in den Top 16.
Zum 1. Januar 2006 wurde Ola „elemeNt“ Moum vom deutschen Clan mousesports verpflichtet. Er zog nach Berlin, wo er eine eigene Wohnung gestellt bekam. Mit mouz belegte er den zweiten Platz in der ESL Pro Series und wurde auf den Intel Summer Championships der World Series of Video Games Fünfter. Nach etwas mehr als einem halben Jahr kam es zur Vertragsauflösung. Als Gründe wurden anhaltende Kommunikationsprobleme und nicht zufriedenstellende Turnierergebnisse angegeben.
Im November 2006 wurde Moum von MeetYourMakers unter Vertrag genommen. Er nahm mit MYM an der CPL Winter 2006 teil und wurde Zweiter. Im Jahr 2007 konnte MYM allerdings keine nennenswerten Erfolge feiern. Im Oktober sagte der Norweger kurzfristig seine Teilnahme an den World Cyber Games in Seattle ab. Die Ursache seines Fehlens wurde nicht genannt. Nachdem er auf der IEM II Global Challenge in Los Angeles ebenfalls nicht anwesend war, verkündete MYM am 26. Oktober 2007 seine Entlassung. Ola „elemeNt“ Moum beendete daraufhin im Alter von 21 Jahren seine E-Sport-Laufbahn.
Im Vorfeld der World Cyber Games 2008 kündigte er an, ein letztes Mal in die Aktivität zurückzukehren, um an der E-Sport-Weltmeisterschaft teilzunehmen, und trat der norwegischen Mannschaft cbteam bei. Das Team belegte in Köln den vierten Platz, im Spiel um Platz 3 unterlag es den Koreanern von eSTRO. In einem Interview kurz nach diesem Spiel bestätigte er, dass dies voraussichtlich sein letztes Counter-Strike-Match auf einem Profiturnier gewesen ist, schloss aber eine erneute Rückkehr nicht endgültig aus.
Seither ist elemeNt bei keinem nennenswerten Turnier mehr angetreten und hat sich aus dem E-Sport zurückgezogen.

## Clans
- Meredia (Januar 2002 – April 2002)
- GameOnline (Mai 2002 – September 2002)
- eoLithic (September 2002 – Oktober 2002)
- GameOnline (Oktober 2002 – Januar 2003)
- eoLithic (Januar 2003 – Juni 2003)
- SK Gaming (Juni 2003 – Mai 2004)
- Team NoA (Mai 2004 – April 2005)
- Made in Brazil (April 2005 – Mai 2005)
- 4Kings (Mai 2005 – Oktober 2005)
- United 5 (CPL Winter 2005, 15.–18. Dezember 2005)
- mousesports (Januar 2006 – August 2006)
- MeetYourMakers (November 2006 – Oktober 2007)
- cbteam (Juli 2008 – November 2008)

## Erfolge
- CPL Summer 2002: 2. Platz
- CPL Winter 2002: 2. Platz
- Electronic Sports World Cup 2003: 3. Platz
- CPL Summer 2003: 1. Platz
- World Cyber Games 2003: 1. Platz
- CPL Winter 2003: 1. Platz
- Electronic Sports World Cup 2004: Top 16
- CPL Winter 2004: 1. Platz
- World e-Sports Games 2005 Season 1: 1. Platz
- World e-Sports Games 2005 Season 2: 3. Platz
- GGL TransAtlantic Showdown: 2. Platz
- ESL Pro Series Deutschland VIII: 2. Platz
- WSVG Intel Summer Championships 2006: 5. Platz
- World Cyber Games 2006: Top 8
- CPL Winter 2006: 2. Platz
- Samsung Euro Championship 2007: 3. Platz
- ESL Intel Extreme Masters I: Top 6
- World Cyber Games 2008: 4. Platz